# Ixamatus caldera
Ixamatus caldera is een spinnensoort in de taxonomische indeling van de bruine klapdeurspinnen (Nemesiidae).
Ixamatus caldera werd in 1982 beschreven door Raven.